# Codi ATC D06
El  codi ATC D06, descrit com Antibiòtics i quimioteràpics d'ús dermatològic, és una subgrup terapèutic de l'Anatomical, Therapeutic, Chemical Classification System (ATC). La classificació ATC és un sistema de codis alfanumèric desenvolupat per l'Organització Mundial de la Salut (OMS) per als fàrmacs i altres productes sanitaris. El subgrup D06 és part del grup anatòmic D Medicaments dermatològics.

Els codis per a ús veterinari (codis ATCvet) poden han estat creats afegint la lletra Q davant dels codis ATC humans: QD06... 
Les adaptacions estatals de la classificació ATC poden incloure codis addicionals no presents en aquesta llista, que segueix la versió de l'OMS.

## D06AAntibiòtics d'ús tòpic
- D06AA Tetraciclina i derivats
  - D06AA01 Demeclociclina
- D06AX Altres antibiòtics d'ús tòpic

## D06B Quimioteràpics d'ús tòpic
D06B A Sulfonamides
D06B B Antivírics
D06B X Altres quimioteràpics